# Morris Asimow
Morris Asimow ( Milwaukee , 27 de novembro de 1906 – 10 de janeiro de 1982) foi um educador norte-mericano e professor de Engenharia de Sistemas na Universidade da Califórnia na cidade de Los Angeles.

## Carreira e trabalho
Ele desenvolveu e ensinou a disciplina de projeto de engenharia e publicou um dos primeiros textos sobre o assunto: Introduction to Design (Prentice-Hall, 1962).